# Волока (Вижницкий район)
Волока (укр. Волока) — село в Вашковецкой городской общине Вижницкого района Черновицкой области Украины.
Население по переписи 2001 года составляло 486 человек. Почтовый индекс — 59213. Телефонный код — 3730.